# آراگون (جورجیا)
آراگون، جورجیا (به انگلیسی: Aragon, Georgia) یک شهر در ایالات متحده آمریکا با جمعیت ۱٬۲۴۹ نفر است که در جورجیا واقع شده‌است.